# Gearbox Software
Gearbox Software és una empresa desenvolupadora de videojocs creada per Randy Pitchford, Stephen Bahl, Landon Montgomery, Brian Martel i Rob Heironimus el gener del 1999. Són coneguts per ser els creadors dels videojocs Brothers in Arms: Road to Hill 30, Brothers in Arms: Earned in Blood, Halo: Combat Evolved per PC i les expansions de Half-Life; Opposing Force i Blue Shift.
Gearbox està actualment desenvolupant títols per les consoles de nova generació, sistemes portàtils i pel Windows Vista, incloent el Brothers in Arms: Hell's Highway, un videojoc sobre la pel·lícula Aliens i un últim projecte que encara no s'ha anunciat el nom.
L'estudi està ubicat a Plano, Texas (a prop de Dallas) i actualment té una plantilla d'uns 100 desenvolupadors i suport personal. Gearbox ha treballat amb empreses publicadores de renom com Ubisoft, Sega, Microsoft Game Studios, Electronic Arts, Activision i Vivendi Games i ha mantingut col·laboracions amb Bungie Studios, Epic Games, Valve Software, Gameloft, Ritual Entertainment i Demiurge Studios.

## Videojocs creats per Gearbox Software
- Half-Life: Opposing Force (expansió per ordinador (Octubre del 1999).
- Half-Life (Dreamcast (no s'ha llançat) Inclou Half-Life: Blue Shift, disponible per PC.
- Counter-Strike
- Half-Life: Blue Shift
- Half-Life
- Half-Life: Decay
- Tony Hawk's Pro Skater 3
- James Bond 007: Nightfire
- Halo: Combat Evolved
- Counter-Strike: Condition Zero
- Halo: Custom Edition
- Brothers in Arms: Road to Hill 30
- Brothers in Arms: Earned in Blood
- Brothers in Arms: Earned in Blood (versió per telèfon mòbil)
- Brothers in Arms 3D (per telèfon mòbil)
- Brothers in Arms: D-Day
- Brothers in Arms: Double Time
- Brothers in Arms DS
- Brothers in Arms: Hell's Highway
- Borderlands
- Duke Nukem: Forever
- Borderlands 2

- Aliens Colonial Marines: Videojoc d'acció en primera persona; ordinador, Xbox 360, PlayStation 3 (Per determinar 2009[1]).
- Borderlands: The Pre-Sequel

Compilacions sobre videojocs creats per l'empresa anteriorment:
- Half-Life Platinum Collection Inclou Half-Life: Opposing Force i Counter-Strike.
- Half-Life Platinum Pack Inclou Half-Life: Opposing Force, Half-Life: Blue Shift, i Counter-Strike.
- The Movie Collection Inclou el James Bond 007: Nightfire.
- EA Games Collection Inclou James Bond 007: Nightfire.
- Half-Life 1 Anthology Inclou Half-Life: Opposing Force i Half-Life: Blue Shift.
- Counter-Strike 1 Anthology Inclou Counter-Strike i Counter-Strike: Condition Zero.